# Мишен (Техас)
Мишен  (англ. Mission) — город в округе Хидалго, штат Техас, США. Население по переписи 2020 года составляло 85 778 человек, а в 2022 году — 86 635 человек.

## Население
| 2010   | 2012    | 2020    |
| ------ | ------- | ------- |
| 77 058 | ↗80 452 | ↗85 778 |